# فصلنامه نقد کتاب فلسفه و اخلاق
فصلنامه نقد کتاب کلام، فلسفه و عرفان نشریه‌ای برای نقد کتاب‌های منتشره در حوزه فلسفه، کلام و عرفان است که از سوی خانه کتاب ایران منتشر می‌شود. این نشریه مدتی تحت‌عنوان «کتاب ماه ادبیات و فلسفه» و سپس تحت‌عنوان «کتاب ماه فلسفه» منتشر می‌شد. سردبیری نشریه را مالک شجاعی بر عهده دارد.

## سردبیران
- علی اصغر محمدخانی (آبان ۱۳۷۶ تا آبان ۱۳۸۴)
- امین صدیقی (آذر ۱۳۸۴ تا فروردین ۱۳۸۶)
- علی اوجبی (مهرماه ۱۳۸۶ تا خرداد ۱۳۹۳)
- مالک شجاعی (از مهر ۱۳۹۳ تا کنون)